# Karen Young (Sängerin, Juni 1951)

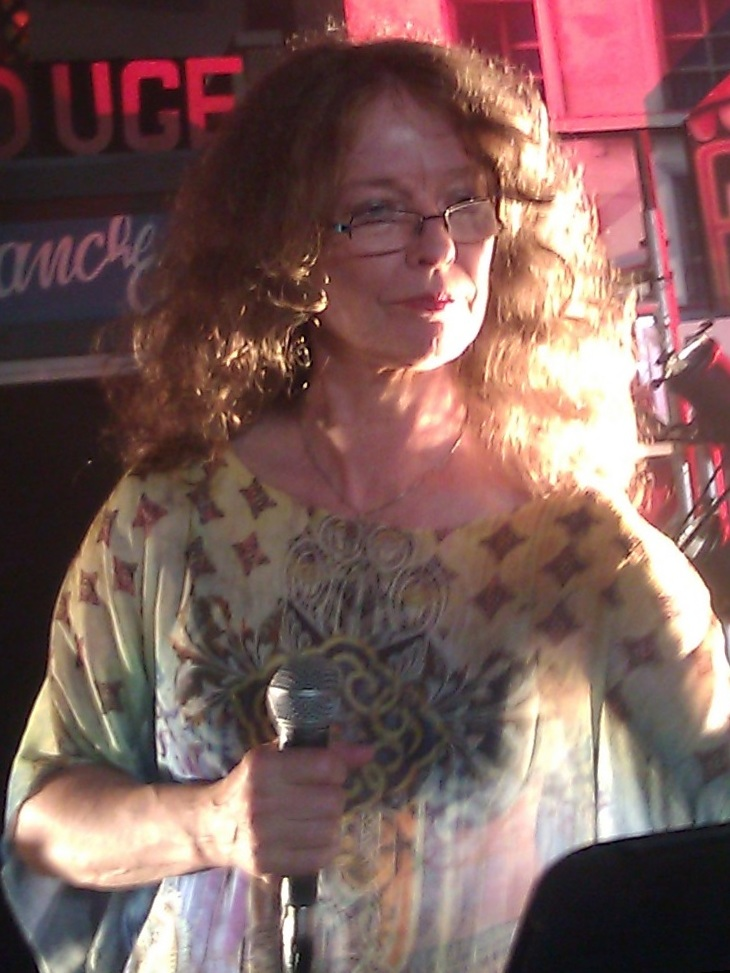
Karen Young bei einem Auftritt in der Marché Bonsecours.

Karen Elizabeth Young (* 19. Juni 1951 in Montreal) ist eine kanadische Sängerin und Songwriterin, die sowohl im Jazzbereich als auch in der Weltmusik erfolgreich war.

## Leben und Wirken
Young, eine Großnichte  des Chorleiters Berkley E. Chadwick, begann mit 14 Jahren Gitarre zu spielen. Ende der 1960er Jahre war sie als Folksängerin tätig; sie hatte mit Garden of Ursh einen Hit. Zwischen 1975 und 1979 sang sie (als Karen Egan) in der von ihr gegründeten Bebop-Vokalgruppe Bug Alley, mit der sie 1981 auch auf dem Monterey Jazz Festival auftrat. In den frühen 1980er Jahren spielte sie  Hauptrollen in den Musicals Mata Hari und Angel von David Rimmer und Edward Knoll. Dann bildete sie mit dem Bassisten Michel Donato das Duo Young and Donato. Das Album Young & Donato wurde 1985 für einen Juno Award nominiert. Das folgende Album Contredanse gewann 1988 in Quebec einen Félix Award in der Kategorie Jazz. Das Duo unternahm zwischen 1987 und 1990 Tourneen in Frankreich und den USA.
Dann leitete Young eigene Bands, mit denen sie in Kanada auf Tournee war und neun Alben veröffentlichte. Sie erhielt 2008 einen weiteren Félix Award für Âme, Corps et Desir (mit mittelalterlichen Texten). Sie tourte auch mit den Bassisten Norman Lachapelle und Éric Auclair; sie trat auch mit dem Trio von Sylvain Provost und mit Jean Derome auf. Weiterhin komponierte sie für die Spielfilme Joseph's Daughter von Ilana Schwartz, The Road from Kampuchea von Anne Henderson und für Revoir Julie von Jeanne Crepeau.
Youngs Tochter, Coral Egan, ist auch eine Sängerin und Songwriterin.

## Diskographische Hinweise
- 2017: Karen Young/Coral Egan Dreamers
- 2009: Electro-Beatniks
- 2007: Âme, Corps et Desir
- 2003: La couleur du vent
- 2002: Live in Your Living Room
- 2000: Le cantique des cantiques
- 1997: Nice Work if You Can Get It
- 1994: Karen Young/Michel Donato Second Time Around
- 1993: Good News on the Crumbling Walls
- 1992: Karen Young
- 1988: Young & Donato Contredanse
- 1985: Karen Young/Michel Donato Young & Donato
- 1981: Karen Young